# Corethrella kerrvillensis
Corethrella kerrvillensis är en tvåvingeart som beskrevs av Stone 1965. Corethrella kerrvillensis ingår i släktet Corethrella och familjen Corethrellidae. Inga underarter finns listade i Catalogue of Life.